# (73765) 1994 PA9
(73765) 1994 PA9 – planetoida z pasa głównego asteroid okrążająca Słońce w ciągu 4,14 lat w średniej odległości 2,58 j.a. Odkryta 10 sierpnia 1994 roku.